# Liste der Könige von Sparta
Listen der Könige von Sparta sind bei verschiedenen antiken Schriftstellern überliefert.
Für die Datierungen des Königshauses der Agiaden von Eurysthenes bis Polydoros wurden die Zahlen aus den Excerpta Latina Barbari verwendet. Wobei der letzte König nicht Polydoros, sondern Automedus genannt wird. Für die Liste des Königshauses der Eurypontiden von Prokles bis Theopompos wurden die Angaben von Diodor und Eusebius von Caesarea herangezogen. Für die anschließende Periode (7./6. Jahrhundert v. Chr.) finden sich bei Herodot und Pausanias verschiedene Listen, die sich allerdings gegenseitig ausschließen. 2019 wurde auf einem Papyrus aus Herculaneum eine Königsliste für diesen Zeitraum entdeckt, die auf der sonst nicht überlieferten Aufstellung des Pherekydes von Athen basiert und damit die älteste, vermutlich auch plausibelste Liste der Eurypontidenkönige für diese Jahrhunderte darstellt.

## Legendäre Könige
| Name                             | Herrschaft         |
| -------------------------------- | ------------------ |
| Lelex                            | 15. Jahrh. v. Chr. |
| Myles                            | 15. Jahrh. v. Chr. |
| Eurotas                          | 15. Jahrh. v. Chr. |
| Lakedaimon                       | 14. Jahrh. v. Chr. |
| Amyklas                          | 14. Jahrh. v. Chr. |
| Argalos                          | 14. Jahrh. v. Chr. |
| Kynortas                         | 13. Jahrh. v. Chr. |
| Perieres                         | 13. Jahrh. v. Chr. |
| Oibalos                          | 13. Jahrh. v. Chr. |
| Tyndareos (1. Regierungsperiode) | 13. Jahrh. v. Chr. |
| Hippokoon                        | 13. Jahrh. v. Chr. |
| Tyndareos (2. Regierungsperiode) | 13. Jahrh. v. Chr. |
| Menelaos                         | 12. Jahrh. v. Chr. |
| Orestes                          | 12. Jahrh. v. Chr. |
| Tisamenos                        | 12. Jahrh. v. Chr. |

Nach Diodor fand 328 Jahre vor den ersten Olympischen Spielen der Antike (776 v. Chr.), also 1104 v. Chr., die Rückkehr der Herakleiden auf den Peloponnes statt. Hierbei wurde auch Sparta von ihnen erobert.
| Herrschaftszeitraum            | Herrscher                           |
| ------------------------------ | ----------------------------------- |
| 11. Jh. v. Chr. (?)            | Eurysthenes                         |
|                                | Agis I.                             |
|                                | Echestratos                         |
|                                | Labotas (Leobotes)                  |
|                                | Doryssos                            |
|                                | Agesilaos I.                        |
|                                | (Menelaos)                          |
|                                | Archelaos                           |
| 8. Jh. v. Chr.                 | Teleklos                            |
| spätes 8. Jh. v. Chr.          | Alkamenes                           |
|                                | Polydoros                           |
|                                | Eurykrates                          |
| 2. Hälfte 7. Jh. v. Chr.       | Anaxandros                          |
|                                | Eurykratidas                        |
| 1. Hälfte/Mitte 6. Jh. v. Chr. | Leon                                |
| ca. 550–520 v. Chr.            | Anaxandridas II.                    |
| ca. 520–490 v. Chr.            | Kleomenes I.                        |
| 490–480 v. Chr.                | Leonidas I.                         |
| 480–458 v. Chr.                | Pleistarchos                        |
| 458–445 v. Chr.                | Pleistoanax (1. Regierungsperiode)  |
| 445–426 v. Chr.                | Pausanias (1. Regierungsperiode)    |
| 426–408 v. Chr.                | Pleistoanax (2. Regierungsperiode)  |
| 408–395 v. Chr.                | Pausanias (2. Regierungsperiode)    |
| 395–380 v. Chr.                | Agesipolis I.                       |
| 380–371 v. Chr.                | Kleombrotos I.                      |
| 371–370 v. Chr.                | Agesipolis II.                      |
| 370–309 v. Chr.                | Kleomenes II.                       |
| 309–265 v. Chr.                | Areus I.                            |
| 265–262 v. Chr.                | Akrotatos                           |
| 262–254 v. Chr.                | Areus II.                           |
| 254–242 v. Chr.                | Leonidas II. (1. Regierungsperiode) |
| 242–241 v. Chr.                | Kleombrotos II.                     |
| 241–235 v. Chr.                | Leonidas II. (2. Regierungsperiode) |
| 235–222 v. Chr.                | Kleomenes III.                      |
| 219–215 v. Chr.                | Agesipolis III.                     |

| Herrschaftszeitraum | Herrscher (nach Herodot)     | Herrscher (nach Pausanias) | Herrscher (nach Pherekydes) |
| ------------------- | ---------------------------- | -------------------------- | --------------------------- |
| 11. Jh. v. Chr. (?) | Prokles                      | Prokles                    |                             |
|                     |                              | Soos                       |                             |
|                     | Euryphon                     | Eurypon                    |                             |
|                     | Prytanis                     | Prytanis                   |                             |
|                     | Polydektes                   | Eunomos                    |                             |
|                     | Eunomos                      | Polydektes                 |                             |
|                     | Charilaos                    | Charillos                  |                             |
|                     | Nikandros                    | Nikandros                  |                             |
| ca. 730–690 v. Chr. | Theopompos                   | Theopompos                 | Theopompos                  |
|                     | Anaxandridas I.              | Zeuxidamos                 | Zeuxidamos                  |
|                     | Archidamos I.                | Anaxidamos                 | Leotychidas I. (Latychidas) |
|                     | Anaxilaos                    | Archidamos                 | Archidamos                  |
|                     | Leotychidas I. (Latychidas)  |                            |                             |
| ca. 600–575 v. Chr. | Hippokratidas                |                            | Hippokratidas               |
| ca. 575–550 v. Chr. | Hegesikles                   | Agasikles                  | Agesikles                   |
| ca. 550–510 v. Chr. | Ariston                      | Ariston                    | Ariston                     |
| ca. 510–491 v. Chr. | Damaratos (Demaratos)        | Demaratos                  | Damaratos (Demaratos)       |
| 491–469 v. Chr.     | Leotychidas II. (Latychidas) | Leotychides                |                             |

| Herrschaftszeitraum | Herrscher                    |
| ------------------- | ---------------------------- |
| 469–427 v. Chr.     | Archidamos II.               |
| 427–400 v. Chr.     | Agis II.                     |
| 399–360 v. Chr.     | Agesilaos II.                |
| 360–338 v. Chr.     | Archidamos III.              |
| 338–331 v. Chr.     | Agis III.                    |
| 331–305 v. Chr.     | Eudamidas I.                 |
| 305–ca. 275 v. Chr. | Archidamos IV.               |
| ca. 275–244 v. Chr. | Eudamidas II.                |
| 244–241 v. Chr.     | Agis IV.                     |
| 241–228 v. Chr.     | Eurydamidas (Eudamidas III.) |
| 228–227 v. Chr.     | Archidamos V.                |
| 227–222 v. Chr.     | Eukleidas                    |
| 219–211 v. Chr.     | Lykurgos                     |
| 211–207 v. Chr.     | Pelops                       |
| 207–192 v. Chr.     | Nabis                        |

Nach Nabis' Tod kam es zu Machtkämpfen und anarchischen Zuständen. Die Spartaner wählten 192 v. Chr. einen Lakonikos zu ihrem König, um die Zustände zu mildern, was aber bis zur Aufnahme ins Römische Reich nicht gelang. Von der Regierungszeit des Lakonikos ist nichts bekannt.